# (27710) Henseling
(27710) Henseling (1988 RY1) – planetoida z pasa głównego asteroid okrążająca Słońce w ciągu 3,26 lat w średniej odległości 2,2 j.a. Odkryta 7 września 1988 roku.